# Krajina Express
Le Krajina Express est un train blindé et armé utilisé par l'armée serbe de Krajina (en) pendant la guerre de Croatie et la guerre de Bosnie-Herzégovine de 1991 à 1995.
La principale bataille dans laquelle ce train est impliqué est le siège de Bihać (en). L'équipage du train a aussi participé aux combats en tant qu'infanterie.